# Майкл Кіпінг
Олександр Едвін Майкл Кіпінг (англ. Michael Keeping; 22 серпня 1902 — 28 березня 1984) — англійський футболіст і тренер. З січня 1948 року по жовтень 1950 року він тренував клуб Реал Мадрид.

## Тренерська кар'єра
З лютого 1948 року по жовтень 1950 року він був тренером клубу Реал Мадрид, з яким він виграв Кубок Єви Дуарте, попередник Суперкубка Іспанії, вигравши фінал як володар кубка 1947 року проти чемпіона 1947 року Валенсія у червні 1948 року.